# Tétrasilane
Le tétrasilane est un composé chimique de formule Si4H10. Ce silane est l'analogue structurel du n-butane C4H10. Il se présente comme un liquide pyrophorique incolore à l'odeur repoussante qui tend à s'enflammer spontanément dans l'air au-dessus de 54 °C. Il se décompose lentement à la lumière du jour en libérant de l'hydrogène H2 et des silanes plus légers.
On peut produire un mélange de silanes en faisant réagir du siliciure de magnésium Mg2Si avec des acides dilués, par exemple de l'acide phosphorique H3PO4 à 20 % de 50 à 60 °C. Le mélange obtenu peut contenir des silanes SinH2n+2 jusqu'au terme n = 15, avec de l'isotétrasilane (SiH3)3SiH en plus du n-tétrasilane. La réaction du siliciure de magnésium avec de l'acide chlorhydrique à 25 % donne 40 % de silane SiH4, 30 % de disilane Si2H6, 15 % de trisilane Si3H8, 10 % de tétrasilane Si4H10 et 5 % de silanes supérieurs. Ce mélange peut être séparé par distillation fractionnée.
On obtient également des silanes supérieurs à partir du silane sous l'effet de décharges électrostatiques.
Le tétrasilane se dismute en 3-silylpentasilane et disilane sous l'effet de la lumière :
2 Si4H10 ⟶ Si2H6 + H3Si–SiH(Si2H6)2.
L'isotétrasilane peut être obtenu en chauffant le n-tétrasilane dans du xylène en présence de chlorure d'aluminium :
H3Si–SiH2–SiH2–SiH3 ⟶ H3Si–SiH(SiH3)–SiH3.